# A Night in Heaven
A Night in Heaven är en amerikansk film från 1983 i regi av John G. Avildsen.

## Handling
Läraren Faye Hanlon lever i stor sexuell frustration med sin deprimerade man. Hennes syster tar med henne till en manlig strippklubb för en tjejkväll. Där upptäcker hon att en av dansarna är hennes elev. De inleder en het kärleksaffär och Faye vet inte vad hon ska välja, lustfyllda stunder med en tonårsstrippa eller att rädda äktenskapet med hennes man.

## Om filmen
Filmen är inspelad i Titusville, Florida, USA. Den hade världspremiär i USA den 18 november 1983 och har inte haft svensk premiär.

## Rollista (urval)
- Christopher Atkins - Rick Monroe
- Lesley Ann Warren - Faye Hanlon
- Robert Logan - Whitney Hanlon
- Deborah Rush - Patsy
- Deney Terrio  - Tony
- Sandra Beall - Slick
- Alix Elias - Shirley
- Carrie Snodgress - Mrs. Johnson
- Amy Lyndon - Eve
- Fred Buch - Jack Hobbs
- Karen Margaret Cole - Louise
- Don Cox - Revere
- Veronica Gamba - Tammy
- Joseph Gian - Pete Bryant
- Bill Hindman - Russel
- Linda Lee Cadwell - Ivy
- Rose McVeigh - Alison Hale
- Andy Garcia - bartendern T.J.

## Musik i filmen
- Heaven, skriven av Bryan Adams och Jim Vallance, framförd av Bryan Adams
- Dirty Creature, skriven av Tim Finn, Neil Finn och Nigel Griggs, framförd av Split Enz
- The Best Was Yet To Come, skriven av Bryan Adams och Jim Vallance, framförd av Bryan Adams
- Sugar Don't Bite, framförd av Rita Coolidge

## Utmärkelser
- 1984 - Razzie Award - Sämsta skådespelare, Christopher Atkins